# Bisons de Granby
Die Bisons de Granby waren eine kanadische Eishockeymannschaft aus Granby, Québec. Das Team spielte von 1981 bis 1997 in einer der drei höchsten kanadischen Junioren-Eishockeyligen, der Québec Major Junior Hockey League (QMJHL).

## Geschichte
Die Éperviers de Sorel wurden 1981 von Sorel-Tracy, Québec, nach Granby, Québec, umgesiedelt und in Bisons de Granby umbenannt. Unter diesem Namen spielte das Franchise bis 1995. In seinen letzten beiden Jahren trug das Team den Namen Prédateurs de Granby. Ihre erfolgreichste Spielzeit absolvierte die Mannschaft in der Saison 1995/96 in der sie zunächst die die Coupe du Président als Meister der QMJHL gewannen. Im anschließenden Finalturnier um den Memorial Cup besiegten die Prédateurs die Peterborough Petes aus der Ontario Hockey League mit 4:0 im Finalspiel, womit nach 15 Jahren erstmals wieder ein Club aus Québec den Memorial Cup gewann. 
Im Anschluss an die Saison 1996/97 wurde das Franchise nach Sydney, Nova Scotia, umgesiedelt, wo es seither unter dem Namen Cape Breton Screaming Eagles am Spielbetrieb der QMJHL teilnimmt. Die Lücke, die die Umsiedlung in der Stadt hinterließ, wurde noch 1997 durch Blitz de Granby aus der Québec Semi-Pro Hockey League geschlossen, die von 2002 bis 2004 ebenfalls unter dem Namen Prédateurs de Granby in ihrer Liga antraten.

## Ehemalige Spieler
Folgende Spieler, die für die Bisons/Prédateurs de Granby aktiv waren, spielten im Laufe ihrer Karriere in der National Hockey League: 
- Serge Aubin
- Philippe Audet
- Joel Baillargeon
- Jesse Bélanger
- Éric Bertrand
- Philippe Boucher
- Francis Bouillon
- François Breault
- Martin Brochu
- Marc Bureau
- Alain Côté
- Ed Courtenay
- Xavier Delisle
- Éric Desjardins
- Jason Doig
- Jocelyn Gauvreau
- Daniel Goneau
- Benoît Gratton
- Claude Houde
- Daniel Lacroix
- Georges Laraque
- Christian Matte
- Stéphane Quintal
- André Racicot
- Stéphane Richer
- Marc Rodgers
- Patrick Roy
- Stéphane Roy
- Everett Sanipass
- Martin Simard
- Pierre Turgeon

## Team-Rekorde

### Karriererekorde
Spiele: 268  Martin Balleux
Tore: 132  Martin Bouliane
Assists: 187  Martin Bouliane
Punkte: 319   Martin Bouliane
Strafminuten: 1097  Daniel Lacroix